# Nanna brunneicosta
Nanna brunneicosta är en tvåvingeart som först beskrevs av Johnson 1927.  Nanna brunneicosta ingår i släktet Nanna och familjen kolvflugor. Inga underarter finns listade i Catalogue of Life.